# Pouteria doonsaf
Pouteria doonsaf är en tvåhjärtbladig växtart som beskrevs av Pieter van Royen. Pouteria doonsaf ingår i släktet Pouteria och familjen Sapotaceae. Inga underarter finns listade i Catalogue of Life.